# Mussa
Genre
Mussa est un genre de scléractiniaires (coraux durs) de la famille des Mussidae. Ce sont de gros coraux massifs de la zone tropicale, caractérisés par de grands polypes en forme de fleurs.
Il comprend l'espèce Mussa angulosa Pallas, 1766, célèbre pour son agressivité à l'égard des autres types de coraux et l'espèce Mussa crassidentata Rehberg, 1891.